# Руис, Диего
Диего Руис (исп. Diego Ruiz Asín; род. 25 июня 1977 года в городе Хака, Испания) — испанский лыжник , член олимпийской сборной Испании по лыжным гонкам на Олимпиаде в Ванкувере.
На Олимпиаде-2010 в Ванкувере занял 65-е место в гонке на 15 км свободным стилем.